# Kreuzspeichenrad

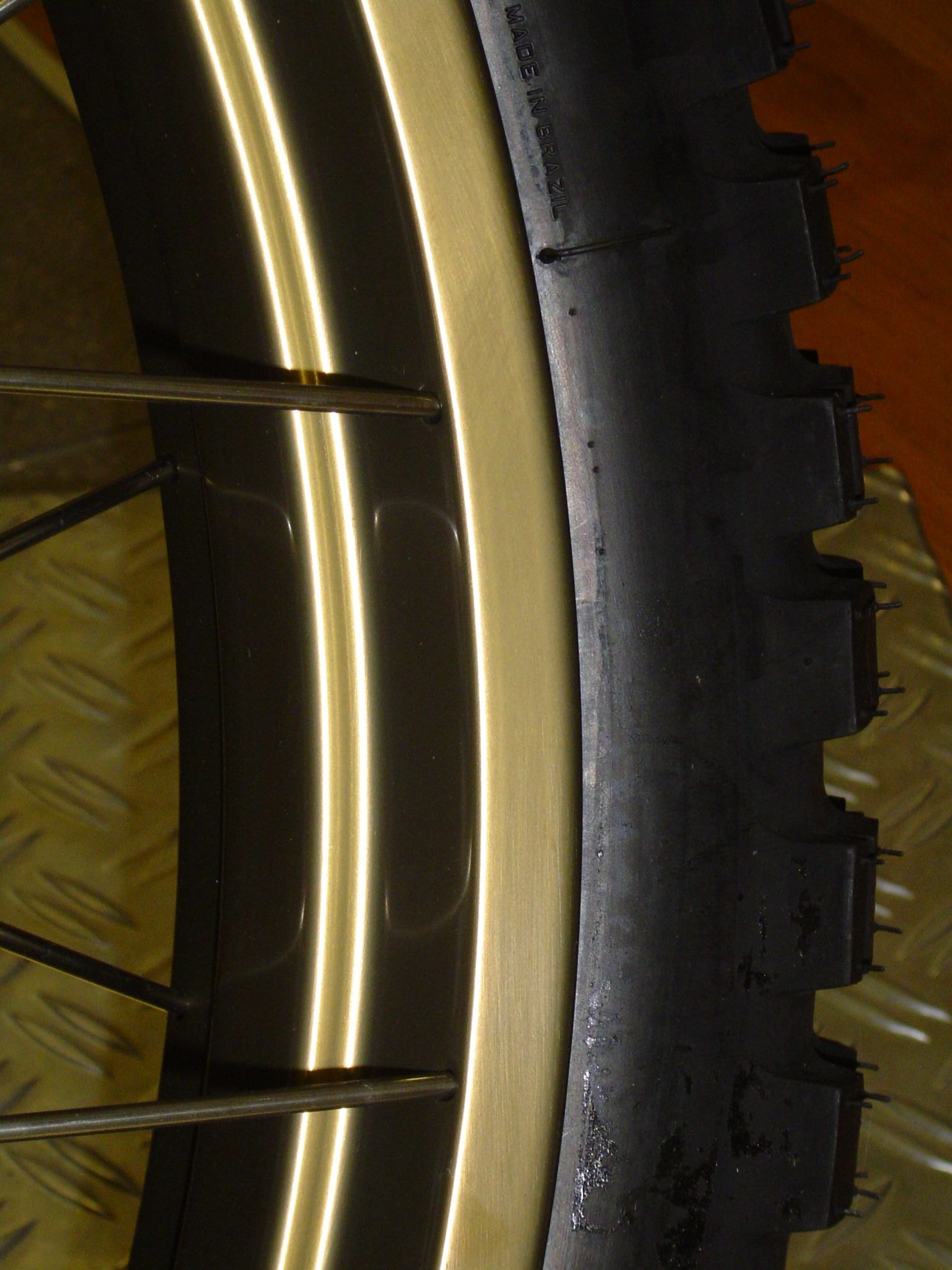
Spaakaanhechting van een kreuzspeichenrad

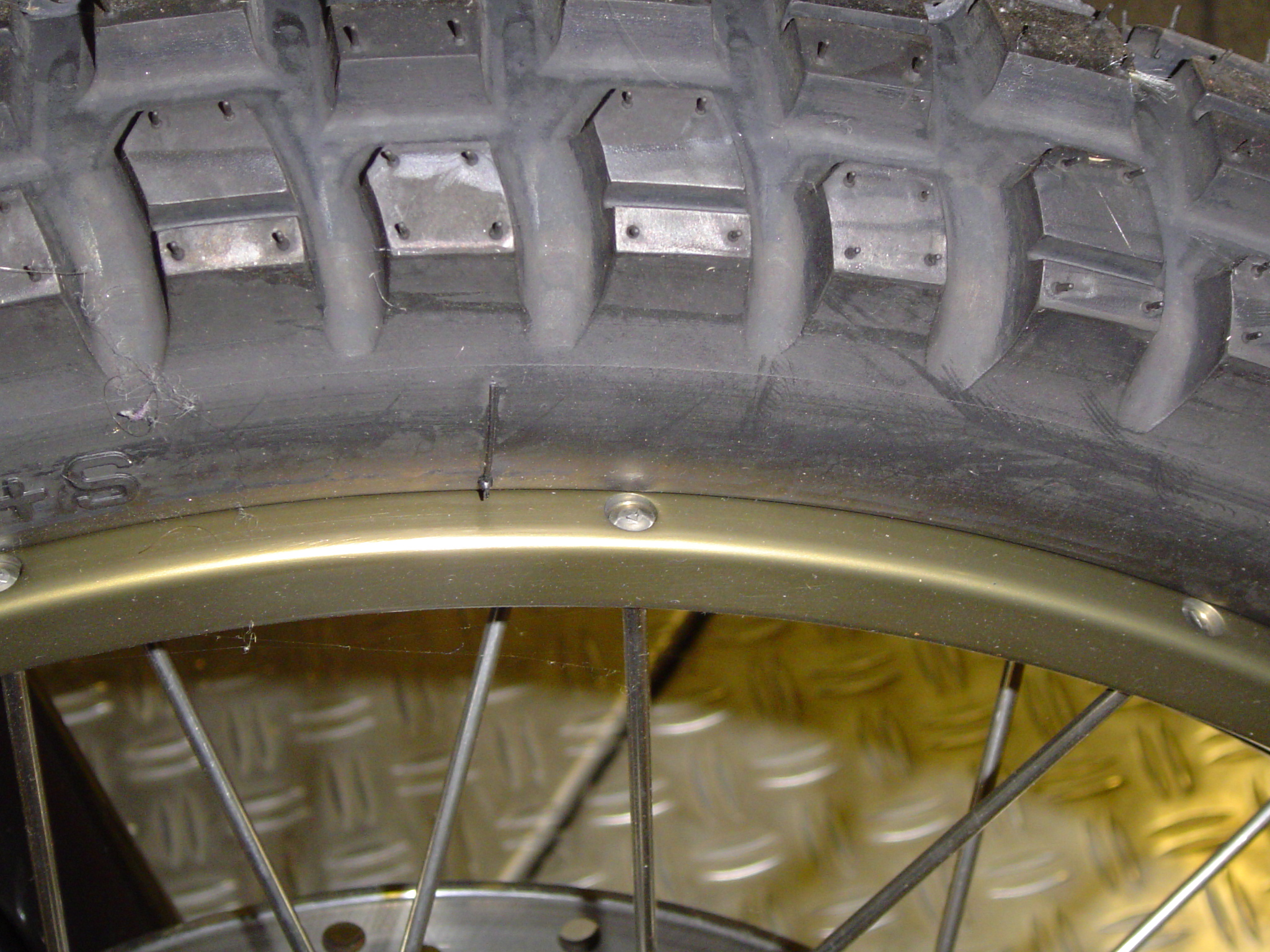
Kreuzspeichenrad waarbij duidelijk zichtbaar is, dat het kruiselings gespaakt is

Een Kreuzspeichenrad is een wiel van BMW-motorfietsen waarvan de spaken kruiselings door de velg lopen.
De voordelen hiervan zijn: meer ruimte voor grotere remschijven en -klauwen, het gebruik van tubelessbanden is mogelijk en spaken kunnen vervangen worden zonder de band te verwijderen (op modellen met spaakwielen vanaf de R 100 GS 1987).
Normaal gesproken moeten spaakwielen altijd voorzien worden van banden met een binnenband, omdat de spaken door de velg steken waardoor de lucht zou ontsnappen.
Wielen met dergelijke kruisspaken worden inmiddels ook door andere fabrikanten (onder andere Aprilia) toegepast.